# Konwencja o obywatelstwie kobiet zamężnych
Konwencja o Obywatelstwie Kobiet Zamężnych (ang. Convention on the Nationality of Married Women) – umowa międzynarodowa uchwalona przez Zgromadzenie Ogólne ONZ 20 stycznia 1957 roku, która weszła w życie 11 sierpnia 1958 roku, zgodnie z jej art. 6.
Akt ten gwarantuje kobietom prawo do zachowania swojego obywatelstwa niezależnie od tego, czy małżonek jest obywatelem tego samego państwa, czy też nie.
Zgodnie z art. 1 każde z państw-stron zgadza się, że ani zawarcie, ani rozwiązanie związku małżeńskiego pomiędzy jego obywatelem a cudzoziemcem, ani też zmiana obywatelstwa przez małżonka w czasie trwania związku małżeńskiego nie wpłyną automatycznie na obywatelstwo żony. Art. 2 gwarantuje, że ani dobrowolne nabycie obywatelstwa innego państwa przez obywatela, ani zrzeczenie się przez niego swego obywatelstwa nie przeszkodzą żonie w zachowaniu swego obywatelstwa.
W art. 3 każde z państw-stron zgadza się, że żona jego obywatela, będąca cudzoziemką, może na własną prośbę uzyskać obywatelstwo małżonka w drodze specjalnie uproszczonej procedury naturalizacyjnej; przyznanie tego obywatelstwa może być ograniczone względami bezpieczeństwa państwowego i porządku publicznego.
Konwencję ratyfikowało 75 państw ze 193 będących członkami ONZ. Silny opór części państw wzbudził wymóg zastosowania zasady niedyskryminacji kobiet, będącej fundamentem praw człowieka, w sytuacji gdy możliwość odbierania im obywatelstwa była postrzegana przez te państwa jako kwestia należąca do zakresu ich suwerenności. Państwa, które podpisały Konwencję, lecz jej nie ratyfikowały to: Belgia, Chile, Gwinea, Kambodża, Kolumbia, Indie, Madagaskar, Pakistan, Portugalia i Urugwaj.
Konwencję sporządzono w językach angielskim, chińskim, francuskim, hiszpańskim i rosyjskim. Depozytariuszem jest Sekretarz Generalny ONZ. Dopuszczalne są wypowiedzenia, skuteczne po upływie roku od powiadomienia depozytariusza, spadek ilości stron poniżej sześciu oznacza utratę siły przez Konwencję (art. 9). Zakazane są zastrzeżenia sprzeczne z art. 1 i 2 (art. 7). Spory rozpatruje Międzynarodowy Trybunał Sprawiedliwości, chyba że strony uzgodnią inny sposób rozwiązania (art. 10).
Polska ratyfikowała Konwencję 12 maja 1959 roku.
Wcześniejsza Konwencja Ligi Narodów z 1930 regulowała to następująco: Jeśli według ustawy danego państwa jego obywatelka traci swoje obywatelstwo na skutek małżeństwa z cudzoziemcem, utrata ta będzie uzależniona od uzyskania przez nią obywatelstwa męża. Jeśli według ustawy danego Państwa jego obywatelka traci obywatelstwo na skutek zmiany obywatelstwa przez jej męża w ciągu trwania małżeństwa, utrata ta będzie uzależniona od uzyskania przez nią nowego obywatelstwa jej męża. Naturalizacja męża w ciągu trwania małżeństwa nie pociąga za sobą naturalizacji żony inaczej niż za jej zgodą. Kobieta, która według ustaw swego kraju utraciła obywatelstwo na skutek małżeństwa, nie odzyskuje tego obywatelstwa po rozwiązaniu małżeństwa, o ile nie zgłosi odpowiedniej prośby zgodnie z ustawami tego kraju. W takim razie traci obywatelstwo, które nabyła przez swe małżeństwo (art. 8 – 11).